# Austbygde
Austbygde este o localitate din comuna Tinn, provincia Telemark, Norvegia, cu o suprafață de 0,42 km² și o populație de 356 locuitori (2013).